# Page of Life
Ne doit pas être confondu avec Pages of Life.
Albums de Jon and Vangelis
The Best of Jon and Vangelis
(1984) Chronicles
(1994)
Page of Life est le quatrième et dernier album studio du duo Jon and Vangelis, constitué du chanteur Jon Anderson et du musicien Vangelis, sorti en 1991.
Une seconde édition comprenant quelques versions différentes et une liste de chansons remaniée est sortie en 1998 à l'initiative de Jon Anderson et sans l'accord de Vangelis. Cette édition controversée généra un conflit entre les deux artistes et amis, entraînant notamment la fin de leur collaboration.

## Titres
| 1.  | Wisdom chain              |  |
| 2.  | Page of life              |  |
| 3.  | Money                     |  |
| 4.  | Jazzy box                 |  |
| 5.  | Garden of senses          |  |
| 6.  | Is it love                |  |
| 7.  | Anyone can light a candle |  |
| 8.  | Be a good friend of mine  |  |
| 9.  | Shine for me              |  |
| 10. | Genevieve                 |  |
| 11. | Journey to Ixtlan         |  |
| 12. | Little guitar             |  |

| 1. | Change we must            |  |
| 2. | Anyone can light a candle |  |
| 3. | Page of life              |  |
| 4. | Money                     |  |
| 5. | Little guitar             |  |
| 6. | Garden of senses          |  |
| 7. | Genevieve                 |  |
| 8. | Shine for me              |  |
| 9. | Wisdom chain              |  |

## Personnel
- Jon Anderson : chant
- Vangelis : claviers, synthétiseurs, programmation
- Rory Kaplan (sur le titre Is It Love) : claviers, synthétiseurs, programmation de la batterie électronique